# Nora Bogdanova
Nora Bogdanova est une joueuse bulgare de volley-ball née le 9 juin 1991. Elle mesure 2,02 m et joue au poste de centrale. Elle annonce sa retraite professionnelle à la fin de la saison 2021. 

## Clubs
| Club                        | De        | À         |
| --------------------------- | --------- | --------- |
| CSKA Sofia                  | 2007-2008 | 2008-2009 |
| Levski Siconco              | 2009-2010 | 2009-2010 |
| CSKA Sofia                  | 2010-2011 | 2011-2012 |
| Istres OPVB                 | 2012-2013 | 2013-2014 |
| Quimper Volley              | 2014-2015 | 2014-2015 |
| Terville FOC                | 2015-2016 | 2016-2017 |
| SKV Beroe Stara Zagora      | 2018-2019 | 2018-2019 |
| Volley Ball Stade Laurentin | 2019-2020 | 2019-2020 |
| Sens Volley 89              | 2020-2021 | 2020-2021 |

## Palmarès
- Championnat de Bulgarie
  - Vainqueur : 2011, 2012.
- Coupe de Bulgarie
  - Vainqueur : 2011.
  - Finaliste : 2019.